# 2016 na televisão
Nesta página encontram-se os fatos, estreias e términos sobre televisão que aconteceram durante o ano de 2016.

## Eventos

### Fevereiro
- 7 de fevereiro — CBS transmite o Super Bowl 50.
- 28 de fevereiro — ABC transmite a 88.ª edição do Oscar.

## Programas

### Janeiro
- 3 de janeiro — Estreia Bordertown na Fox.[1]
- 6 de janeiro — Estreia da 15.ª e última temporada de American Idol na Fox.[1]
- 7 de janeiro — Estreia Shades of Blue na NBC.[2]
- 13 de janeiro — Estreia Shadowhunters no Netflix.[3]
- 17 de janeiro — Estreia da 2.ª temporada de Z Nation no Netflix.[4]
- 21 de janeiro — Estreia Legends of Tomorrow na The CW.[5]
- 24 de janeiro — Estreia da 10.ª temporada de The X-Files na Fox.[1]
- 25 de janeiro — Estreia Lucifer na Fox.[1]
- 30 de janeiro — A TNT e o TBS transmitem a 22.ª edição dos Prémios Screen Actors Guild.

### Fevereiro
- 2 de fevereiro — Estreia American Crime Story no FX.[6]
- 19 de fevereiro — Estreia Love no Netflix.[4]
- 25 de Fevereiro-

Termina Turbo Fast No Netflix
- 26 de fevereiro — Estreia Fuller House no Netflix.[4]

### Março
- 4 de março — Estreia da 4.ª temporada de House of Cards no Netflix.[4]
- 18 de março — Estreia da 2.ª temporada de Demolidor no Netflix.[4]

### Abril
- 1 de abril — Estreia da série The Ranch no Netflix.

### Novembro
- 6 de novembro — Termina no Disney Junior, as séries infantis A Casa do Mickey Mouse e Jake e os Piratas da Terra do Nunca.

## Por país
- 2016 na televisão brasileira